# التهاب مدیاستن
التهاب مدیاستن یا مدیاستینیت ((به انگلیسی: Mediastinitis) به التهاب ناحیه میان‌سینه (مدیاستن) گفته می‌شود که می‌تواند حاد یا مزمن باشد.

## علل
التهاب مدیاستن حاد می‌تواند از عللی مانند پارگی مری و جراحی سینه‌گاه (توراکس) باشد. علل التهاب مدیاستن مزمن معمولاً شامل فرایندهای گرانولوماتوز مانند هیستوپلاسموز، سل، اکتینومایکوز، نوکاردیوز، بلاستومایکوز و سیفیلیس می‌باشد.

## علائم
تب ولرز، درد قفسه سینه و حساسیت موضعی به تحریک، لکوسیتوز  (پُرشماری سفیدگویچه‌ها)، کشت خون مثبت و درناژ چرکی از مدیاستن.

## درمان
اولین قدم در درمان تعیین عامل عفونت می‌باشد. درمان با آنتی‌بیوتیک وسیع الطیف، برطرف کردن علت التهاب مدیاستن و درصورت عدم پاسخ به درمان جراحی و تخلیه چرک و دبریدمان.